# ロスチスラフ (ステパニ公)
ロスチスラフ・グレボヴィチ（あるいはスヴャトポルコヴィチ）（ロシア語: Ростислав Глебович(Святополчич)、? - 1228年以降）は、初代ステパニ公である。

## 概要
年代記にはロスチスラフが誰の子であるかという言及はないが、トゥーロフ・ピンスク公グレプの子であるという説が広く支持されている。一方、ピンスク公ロスチスラフ・スヴャトポルコヴィチと同一人物とみなす説もある。
ロスチスラフに関する史料は極めて少なく、年代記の1228年の頁に言及があるのみである。すなわち、ルーツク公イヴァンの死後チャルトリースクを占領したが、ガーリチ公ダニールに追放された、という記述である。以降の消息については不明である。
ステパニ公グレプはロスチスラフの子とされるが、グレプをドゥブロヴィツァ公アレクサンドルの子とみなす説もある。